# Paradox Development Studio
Paradox Development Studio — шведська студія-розробник комп'ютерних ігор, що заснована у 1995 році. Студія добре відома серіями глобальних стратегій, наприклад: Europa Universalis, Hearts of Iron, Crusader Kings, Victoria і Stellaris.

## Історія
Paradox Development Studio була заснована як спадкоємиця шведської компанії Target Games, що ґрунтувалась на створенні настільних ігор. Компанія була націлена на створення глобальних стратегій, таких Europa Universalis, Hearts of Iron, Crusader Kings, і Victoria. У 1999 компанія розділилася на два окремі підприємства: Paradox Interactive, яка була сфокусована на створенні ігор на ПК, і Paradox Entertainment, яка займалася настільними і рольовими іграми.
У січні 2012, компанія знову розділилася на дві, перетворившись в Paradox Interactive і Paradox Development Studio. Paradox Interactive перетворилася в видавця, сфокусованого на комп'ютерних іграх різних жанрів, а Paradox Development Studio стала розробником глобальних стратегій. Paradox Development Studio стала однією з перших студій-розробників ігор жанру глобальна стратегія. Їх гри зазвичай покривають більшу частину карти світу в певний історичний період, і включає в себе елементи економіки, дипломатії і бойових дій.

## Clausewitz Engine
У 2007 році студія Paradox Development дебютувала фірмовий ігровий рушій під назвою Clausewitz (названий на честь прусського генерала Карла фон Клаузевіца), в  Europa Universalis III, який відтоді використовується у кожній грі. Рушій забезпечує 3D-перегляд частини або сукупності карти світу, залежно від відтвореної гри. Sengoku була першою грою, яка використовувала двигун Clausewitz 2.
Рушій відкритих для всіх, хто бажає змінити файли, щоб створити моди. Як наслідок, ігри, зроблені в цьому рушії, можуть бути модифіковані навіть у текстовому редакторі, і це призвело до розвитку великих спільнот моддерів ігор Paradox.

## Список ігор
Знизу показано список ігор від Paradox Development Studio.
| Назва                             | Дата випуску гри | Додатки                | Дата випуску доповнення |  |
| --------------------------------- | ---------------- | ---------------------- | ----------------------- |  |
| Europa Universalis                | 2000             | Н/Д                    | Н/Д                     |  |
| Europa Universalis II             | 2001             | Н/Д                    | Н/Д                     |  |
| Hearts of Iron                    | 2002             | Н/Д                    | Н/Д                     |  |
| Victoria: An Empire Under the Sun | 2003             | Revolutions            | 2006                    |  |
| Crusader Kings                    | 2004             | Deus Vult              | 2007                    |  |
| Hearts of Iron II                 | 2005             | Doomsday               | 2006                    |  |
| Hearts of Iron II                 | 2005             | Armageddon             | 2007                    |  |
| Europa Universalis III            | 2007             | Napoleon’s Ambition    | 2007                    |  |
| Europa Universalis III            | 2007             | In Nomine              | 2008                    |  |
| Europa Universalis III            | 2007             | Heir to the Throne     | 2009                    |  |
| Europa Universalis III            | 2007             | Divine Wind            | 2010                    |  |
| Europa Universalis: Rome          | 2008             | Vae Victis             | 2008                    |  |
| Hearts of Iron III                | 2009             | Semper Fi              | 2010                    |  |
| Hearts of Iron III                | 2009             | For the Motherland     | 2011                    |  |
| Hearts of Iron III                | 2009             | Their Finest Hour      | 2012                    |  |
| Victoria II                       | 2010             | A House Divided        | 2012                    |  |
| Victoria II                       | 2010             | Heart of Darkness      | 2013                    |  |
| Sengoku                           | 2011             | Н/Д                    | Н/Д                     |  |
| Crusader Kings II                 | 2012             | Sword of Islam         | 2012                    |  |
| Crusader Kings II                 | 2012             | Legacy of Rome         | 2012                    |  |
| Crusader Kings II                 | 2012             | Sunset Invasion        | 2012                    |  |
| Crusader Kings II                 | 2012             | The Republic           | 2013                    |  |
| Crusader Kings II                 | 2012             | The Old Gods           | 2013                    |  |
| Crusader Kings II                 | 2012             | Sons of Abraham        | 2013                    |  |
| Crusader Kings II                 | 2012             | Rajas of India         | 2014                    |  |
| Crusader Kings II                 | 2012             | Charlemagne            | 2014                    |  |
| Crusader Kings II                 | 2012             | Way of Life            | 2014                    |  |
| Crusader Kings II                 | 2012             | Horse Lords            | 2015                    |  |
| Crusader Kings II                 | 2012             | Conclave               | 2016                    |  |
| Crusader Kings II                 | 2012             | The Reaper's Due       | 2016                    |  |
| Crusader Kings II                 | 2012             | Monks and Mystics      | 2017                    |  |
| Crusader Kings II                 | 2012             | Jade Dragon            | 2017                    |  |
| Crusader Kings II                 | 2012             | Holy Fury              | 2018                    |  |
| March of the Eagles               | 2013             | Н/Д                    | Н/Д                     |  |
| Europa Universalis IV             | 2013             | Conquest of Paradise   | 2014                    |  |
| Europa Universalis IV             | 2013             | Wealth of Nations      | 2014                    |  |
| Europa Universalis IV             | 2013             | Res Publica            | 2014                    |  |
| Europa Universalis IV             | 2013             | Art of War             | 2014                    |  |
| Europa Universalis IV             | 2013             | El Dorado              | 2015                    |  |
| Europa Universalis IV             | 2013             | Common Sense           | 2015                    |  |
| Europa Universalis IV             | 2013             | The Cossacks           | 2015                    |  |
| Europa Universalis IV             | 2013             | Mare Nostrum           | 2016                    |  |
| Europa Universalis IV             | 2013             | Rights of Man          | 2016                    |  |
| Europa Universalis IV             | 2013             | Mandate of Heaven      | 2017                    |  |
| Europa Universalis IV             | 2013             | Third Rome             | 2017                    |  |
| Europa Universalis IV             | 2013             | Cradle of Civilization | 2017                    |  |
| Europa Universalis IV             | 2013             | Rule Britannia         | 2018                    |  |
| Europa Universalis IV             | 2013             | Dharma                 | 2018                    |  |
| Europa Universalis IV             | 2013             | Golden Century         | 2018                    |  |
| Stellaris                         | 2016             | Leviathans             | 2016                    |  |
| Stellaris                         | 2016             | Utopia                 | 2017                    |  |
| Stellaris                         | 2016             | Synthetic Dawn         | 2017                    |  |
| Stellaris                         | 2016             | Apocalypse             | 2018                    |  |
| Stellaris                         | 2016             | Distant Stars          | 2018                    |  |
| Hearts of Iron IV                 | 2016             | Together for Victory   | 2016                    |  |
| Hearts of Iron IV                 | 2016             | Death or Dishonor      | 2017                    |  |
| Hearts of Iron IV                 | 2016             | Waking the Tiger       | 2018                    |  |
| Hearts of Iron IV                 | 2016             | Man the Guns           | 2019                    |  |
| Hearts of Iron IV                 | 2016             | La Résistance          | 2020                    |  |
| Imperator: Rome                   | 2019             | Н/Д                    | Н/Д                     |  |
| Crusader Kings III                | 2020             | Northern Lords         | 2021                    |  |
| Victoria III                      | 2022             | Н/Д                    | Н/Д                     |  |

Крім цього списку, є ще дві гри, розроблені на початку 2000-них років, коли студія була частиною Paradox Entertainment: Crown of the North і Two Thrones - обидві є частиною серії Svea Rike.